# Шурдумов, Талиб Умарович
Талиб Умарович Шурдумов — советский хозяйственный, государственный и политический деятель.

## Биография
Родился в 1920 году в ауле Зеюко Терской области. Член ВКП(б) с 1942 года.
Участник Великой Отечественной войны в составе 253-го Таращанского стрелкового полка 45-й ордена Красной Звезды стрелковой дивизии имени Н. Щорса, от рядового до заместителя командира полка. С 1946 года — на хозяйственной, общественной и политической работе. В 1946—1964 гг. — студент Военно-политической академии имени Ленина, на комсомольской работе в Карачаево-Черкесии, первый секретарь Карачаево-Черкесского обкома ВЛКСМ, секретарь Черкесского обкома ВКП(б), директор Карачаево-Черкесского областного драматического театра.
Избирался депутатом Верховного Совета СССР 3-го созыва.